# Disphragis vivida
Disphragis vivida is een vlinder uit de familie van de tandvlinders (Notodontidae). De wetenschappelijke naam van de soort is, als Heterocampa vivida, voor het eerst geldig gepubliceerd in 1910 door William Schaus.

## Type
- syntypes: "males en females"
- instituut: USNM Smithsonian Institution, Washington, U.S.A.
- typelocatie: "Costa Rica, Juan Vinas, El Sitio, Tuis"